# 谷修一
谷 修一（たに しゅういち、1939年3月20日 - ）は、日本の厚生技官、医師。厚生省保健医療局長、厚生省健康政策局長、全国社会保険協会連合会副理事長、国際医療福祉大学学長等を歴任した。

## 人物・経歴
1963年千葉大学医学部卒業。1964年千葉県市原保健所入所。1969年厚生省入省。公衆衛生局防疫課。1972年環境庁企画調整局公害保健課保健専門官。1974年厚生省大臣官房企画室計画官。1980年山口県衛生部長。1981年厚生省児童家庭局母子衛生課長。1982年厚生省公衆衛生局老健課長。1984年厚生省健康政策局指導課長。1986年厚生省保険局医療課長。1988年10月厚生省大臣官房厚生科学課長。1990年6月29日厚生省大臣官房審議官（科学技術担当）。1992年10月1日厚生省保健医療局長。1995年1月10日厚生省健康政策局長。1998年退官、全国社会保険協会連合会副理事長。2001年国際医療福祉大学学長。2009年国際医療福祉大学名誉学長、瑞宝中綬章受章。2017年JCRファーマ監査役。大学コンソーシアムとちぎ副理事長、千葉ヘルス財団議員、成長科学協会理事、首都圏地域医療連携パス協会会長なども務めた。